# マメコブシガニ
マメコブシガニ（Pyrhila  pisum）は、コブシガニ科のカニの1種。干潟の水際に生息する。

## 特徴
小柄なカニであり雄で甲長22mm、甲幅21mm程度。コブシガニ科に共通の特徴として、甲羅は丸っこくて背面に盛り上がり、歩脚は短めで目窩と目柄はいずれも小さい。本種ではその背甲が丸くて胃域と前鰓域の表面に小さな顆粒がまばらにある。肝域はその縁沿いに小さな顆粒が列をなしており、その後方は角があって左右に張り出している。なお肝域が菱形の面を囲む形となるのは本種の含まれる属の特徴である。背甲の周辺部にも顆粒が並ぶ。背甲の前縁から後縁へは丸く滑らかに続く。出水孔は中央に隔壁があって左右が接する。生きている時の色は変異が大きく、暗灰色、暗褐色などの地色に白い大きな斑紋を持つものもあり、また歩脚には白褐色の横縞がある。甲羅は固く、また腹綿も固く、腹面は白い。
鋏脚も歩脚もやや細長い。鋏は丈夫で強く、長節の上下の縁と、それに背面の基部付近中央寄りに顆粒が並ぶ。腕節の外側の縁に顆粒が並んで稜線を作る。掌部は幅が広くてやや扁平になっており、外側の縁に1列、背面に2列の顆粒の列がある。指部は掌部とほぼ同じ長さであり、その噛み合わせには小さな歯が並び、両方の指はどちらも先端が鋭くなっている。

## 分布
日本では岩手県から南の九州、奄美大島まで知られる。国外では朝鮮海峡、黄海、東シナ海に分布する。
ただし本種がアサリの放流に伴って非意図的に放流されている実態もあり、その分布が拡大しているとの報告がある。

## 生態など
内湾性の潮間帯、砂泥や砂礫泥の底質に生息する。いわゆる内湾の干潟に生息する種である。また河口域にも出現し、それらの環境では普通種である。しかし実際に個体群を調査したところ，多くの場所で干潟での生活は１年のうち一定期間に限られていた。例えば福岡では４月下旬から９月中旬にかけての６ヶ月に限られ，残りの季節は潮下帯の深い場所で過ごす。
地域によって多数個体が見られる場所もあれば個体数が少なくて保護の必要性が論じられている地域もある。

### 習性
干潟の潮間帯に生息し、干潮時には波打ち際や水たまりで徘徊しているのが観察される。歩く際には前に進み、その速度は遅い。博多湾での観察では小型で殻の薄い二枚貝、ホトトギスガイ Arcuatula senhousia やユウシオガイ Moerella rutila 等が捕食されていた。アサリの稚貝が餌となっていた例もあった。またアサリやマテガイの死体が殻を開いて露出したものを食べているのも観察された。他にイトゴカイ科のものが砂で出来た棲管ごと食べられていた。砂に鋏を差し入れて餌を探索する様子も観察された。このような観察例より小林は本種が肉食性であり、特に小型の二枚貝を中心に捕食すること、また大型貝類を捕食する能力はないものの、その死体の肉は利用するものと推定している。本種が多く食べているのが見られたホトトギスガイは本種の見られない冬季に数を増すことから本種の捕食圧がその個体数に影響する可能性も指摘している。他方、水産上の有用種であるアサリに対してはその影響は低いものと見ている。

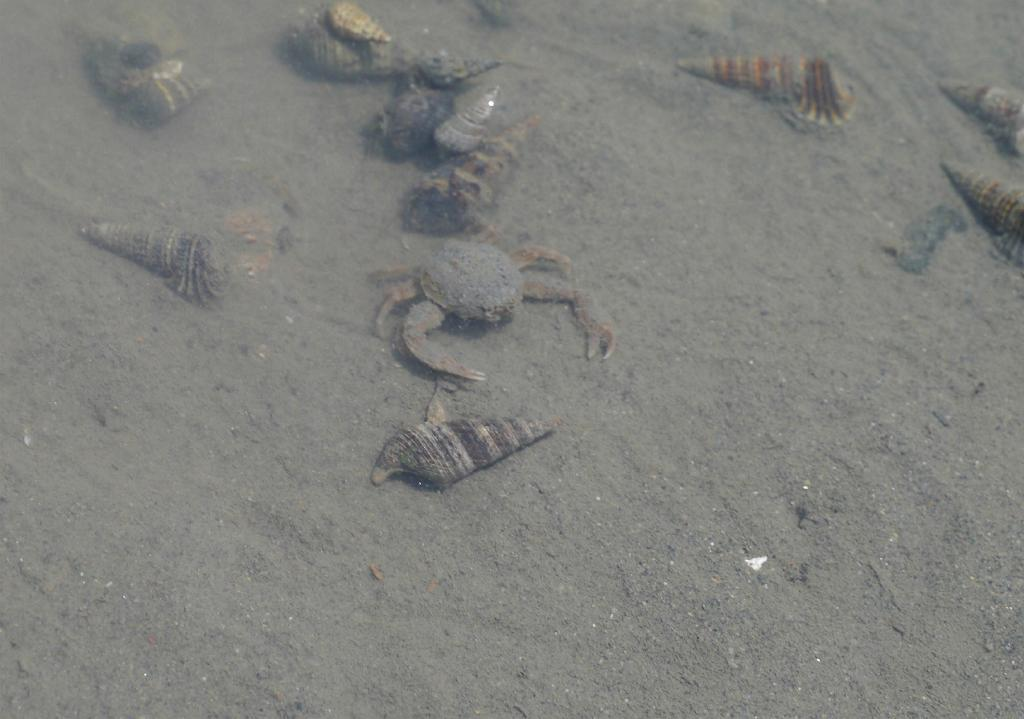
歩く様子
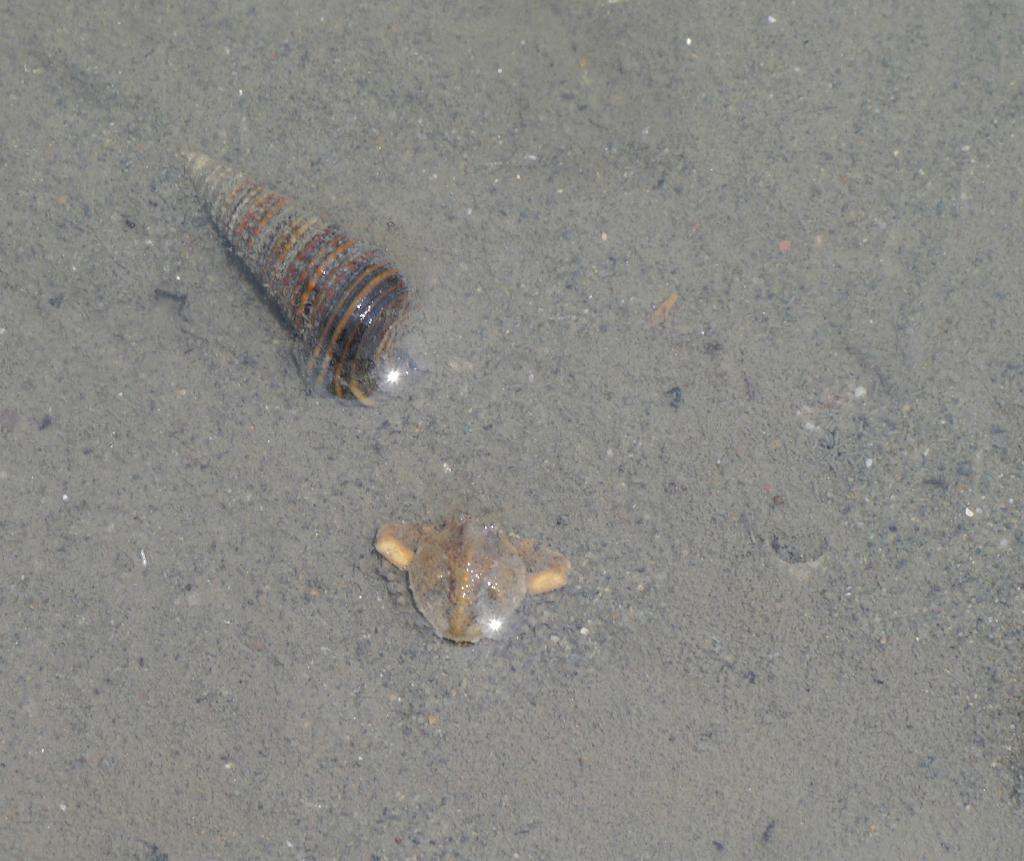
半ば砂に潜っている
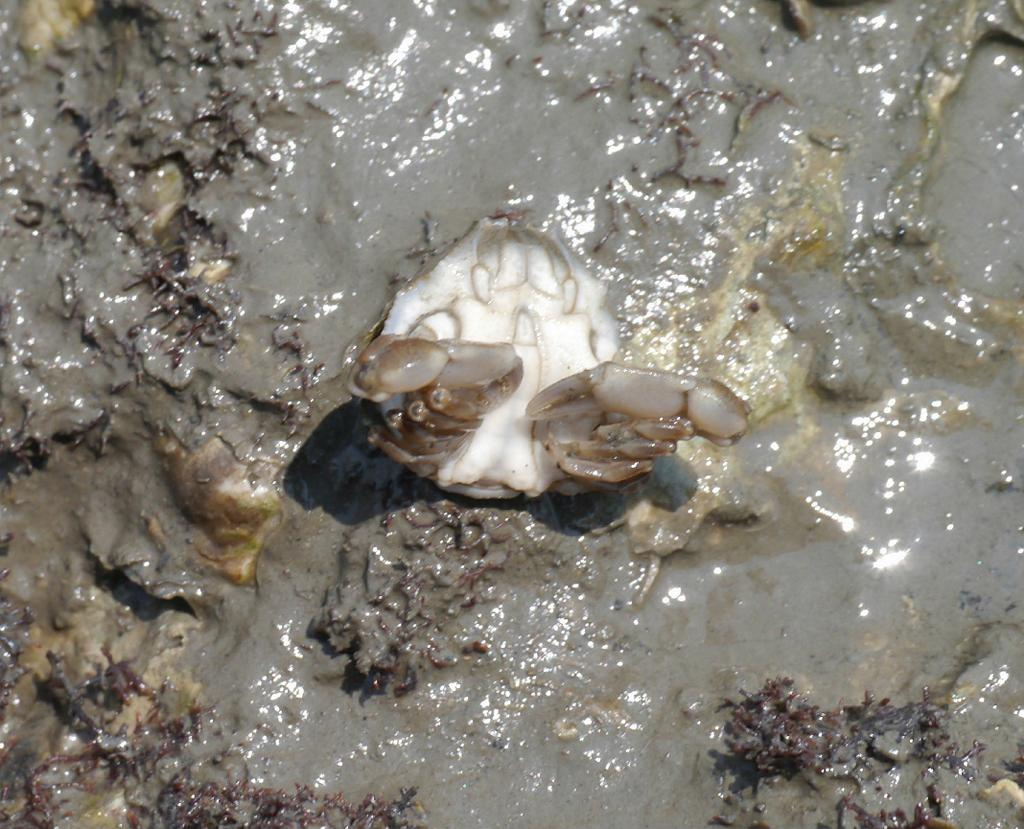
刺激を受けると硬直する

### 生殖
初夏に繁殖期を迎え、雌を抱え込んだ雄がよく見られるようになる。この雄が雌を後ろから抱え込む行動は多くのカニで確認されており、交尾の前後に行われるため『交尾前ガード』および『交尾後ガード』と呼ばれる。カニの種によっては交尾前ガードが重要なものと交尾後ガードが重要なものがあり、マメコブシガニの場合は後者である。実験条件下では交尾前ガードの多くが数分程度であったのに対し、交尾後ガードは最長３日続いた。そのため干潟で観察されるマメコブシガニのガード行動は多くの場合交尾後ガードであると考えられる。
抱卵は6-8月に行われ、幼生ではゾエアが3期ある。ゾエアは額棘のみを持ち、背棘と側棘を持たない。

## 類似種など
同属の種は日本にも他にあり、特にヘリトリコブシ P. heterograna はよく似ている。本種より背甲の背面に顆粒が少なくて正中線上や縁取り部に限られることで区別出来る。またこの種は砂泥質の浅い海底に生息し、本種の生息する波打ち際よりは沖に見られる。コブシガニ科のものは一般にはより深い海に見られるものが多く、干潟に見られるものは少ない。
なお、属の分類の見直しから元のPhilyra が７つに分割されたため、本種の学名は以前の Philyra pisum から 現在のPyrhila pisum に変更されている。

## その他
背甲の側面に大きなこぶがあるものが見られ、これは寄生性の等脚類であるマメコブシヤドリムシ Apocepon pulcher が鰓室に寄生しているものである。